# Lina-Marie
Le Lina-Marie est un ancien bateau à vapeur de 1901 qui servait au transport du poisson. Basé à Brandebourg-sur-la-Havel, il fait partie de la flotte de l' Historischer Hafen Brandenburg a. d. Havel e. V. (HHB) en tant que navire musée avec le remorqueur de 1910, Luise et le bateau de pêche Aali.

## Historique
Le Luise a été construit en 1901 dans le chantier naval Gebr.Wiemann à Brandebourg-sur-la-Havel. Au cours des premières années, le navire était propulsé par une machine à vapeur composite à deux cylindres de 40 ch. Jusqu'à 700 kilos de poissons vivants pouvaient être transportés dans des réservoirs. Pendant le transport, l'eau était constamment renouvelée par les entrées sous la ligne de flottaison. De 1901 à 1957, le navire a navigué sur l'Elbe, la Havel et les canaux de Ketzin à Hambourg

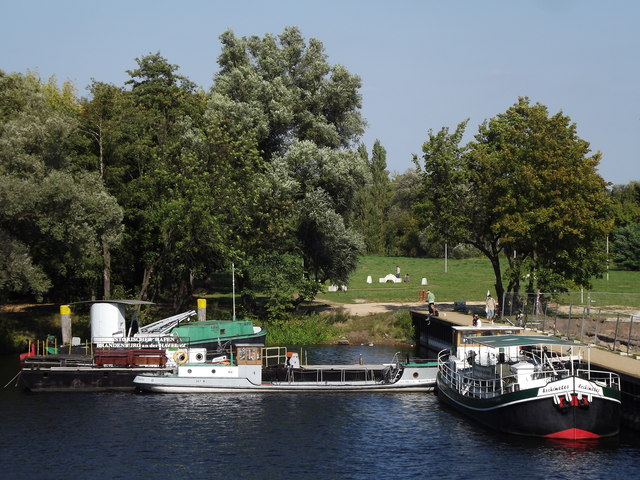
Port musée

En 1924, un moteur diesel a été installé. Dans les années suivantes, la proue a été élevée pour former un abri, puis la zone arrière a reçu une timonerie  en cabine à la place de la cheminée. En 1957, la coopérative de pêche de Brandebourg a repris Lina-Marie et en 1990 Paul Klumann de Hitzacker l' a utilisés comme aquarium vivant

### Préservation
En 2006, le navire est allé au HHB à Brandenburg-sur-la-Havel et a réintégré son ancien port d'attache. Le poste d'amarrage est le kilomètre 57,5 sur la rive gauche du Brandenburger Niederhavel (de).
À partir de 2008, une révision majeure a été effectuée avec l'installation d'un moteur diesel de 105 ch.